# Jezioro Rościmińskie Małe
Jezioro Rościmińskie Małe – jezioro w woj. kujawsko-pomorskim, w powiecie nakielskim, w gminie Mrocza, leżące na terenie Pojezierza Południowokrajeńskiego.

## Dane morfometryczne
Powierzchnia zwierciadła wody wynosi 24,4 ha.
Zwierciadło wody położone jest na wysokości 103,8 m n.p.m.. Średnia głębokość jeziora wynosi 3,2 m, natomiast głębokość maksymalna 6,8 m.
Na podstawie badań przeprowadzonych w 2006 roku wody jeziora zaliczono do III klasy czystości i w kategorii podatności na degradację, określono je jako poza kategorią.

## Hydronimia
Według urzędowego spisu opracowanego przez Komisję Nazw Miejscowości i Obiektów Fizjograficznych (KNMiOF) nazwa tego jeziora to Jezioro Rościmińskie Małe.